# Élections municipales groenlandaises de 2021
Les élections municipales groenlandaises de 2021 se déroulent le 6 avril 2021.

## Résultats
| Parti                    | Parti                    | Voix   | %     | +/- | Sièges | +/-           |
| ------------------------ | ------------------------ | ------ | ----- | --- | ------ | ------------- |
|                          | Inuit Ataqatigiit (IA)   | 9 823  | 36,9  | 4,5 | 32     | 6             |
|                          | Siumut (S)               | 9 458  | 35,5  | 6,0 | 31     | 8             |
|                          | Partii Naleraq (PN)      | 2 794  | 10,5  | 5,9 | 8      | 5             |
|                          | Atassut (A)              | 1 943  | 7,3   | 4,5 | 6      | 3             |
|                          | Les Démocrates (D)       | 1 800  | 6,8   | 1,5 | 4      | en stagnation |
|                          | Nunatta Qitornai (NQ)    | 243    | 0,9   | Nv  | 0      | Nv            |
|                          | Autres                   | 43     | 0,2   | Nv  | 0      | -             |
|                          |                          |        |       |     |        |               |
| Votes valides            | Votes valides            | 26 104 | 98,07 |     |        |               |
| Votes blancs             | Votes blancs             | 316    | 1,19  |     |        |               |
| Votes nuls               | Votes nuls               | 197    | 0,74  |     |        |               |
| Total                    | Total                    | 26 617 | 100   | -   | 81     | en stagnation |
| Abstentions              | Abstentions              | 15 075 | 36,16 |     |        |               |
| Inscrits / participation | Inscrits / participation | 41 692 | 63,84 |     |        |               |

## Résultats détaillés
| Parti | Parti             | Sièges |
| ----- | ----------------- | ------ |
|       | Siumut            | 9      |
|       | Inuit Ataqatigiit | 3      |
|       | Atassut           | 2      |
|       | Partii Naleraq    | 2      |
|       | Les Démocrates    | 1      |
| Total | Total             | 17     |

| Parti | Parti             | Sièges |
| ----- | ----------------- | ------ |
|       | Inuit Ataqatigiit | 8      |
|       | Siumut            | 6      |
|       | Atassut           | 1      |
| Total | Total             | 15     |

| Parti | Parti             | Sièges |
| ----- | ----------------- | ------ |
|       | Inuit Ataqatigiit | 9      |
|       | Siumut            | 4      |
|       | Atassut           | 1      |
|       | Les Démocrates    | 1      |
| Total | Total             | 15     |

| Parti | Parti             | Sièges |
| ----- | ----------------- | ------ |
|       | Siumut            | 6      |
|       | Partii Naleraq    | 4      |
|       | Inuit Ataqatigiit | 3      |
|       | Atassut           | 2      |
| Total | Total             | 15     |

| Parti | Parti             | Sièges |
| ----- | ----------------- | ------ |
|       | Inuit Ataqatigiit | 9      |
|       | Siumut            | 6      |
|       | Les Démocrates    | 2      |
|       | Partii Naleraq    | 2      |
| Total | Total             | 19     |